# Actitud estética
Actitud estética es una categoría filosófica propia de la estética que se entiende como la predisposición de un individuo hacia aquello que considera bello o no, según su propio ideal de belleza.
Esta categoría se relaciona directamente con el gusto estético, la conciencia estética, la cultura estética, apreciación estética, placer estético, sentimiento estético y otras.

## Definición etimológica
La actitud, es una forma de motivación social que predispone la acción de un individuo hacia determinados objetivos o metas. La actitud designa la orientación de las disposiciones más profundas del ser humano ante un objeto determinado. Existen actitudes personales relacionadas únicamente con el individuo y actitudes sociales que inciden sobre un grupo de personas.
Por su parte el término estética (aesthetics) del griego αἰσθητικός (sensible) es la ciencia que trata de la belleza y de la teoría fundamental y filosófica del arte. Se relaciona con la esencia y percepción de la belleza y fealdad. Estudia las razones y las emociones estéticas, así como las diferentes formas del arte, es el dominio de la filosofía que estudia el arte y sus cualidades, tales como la belleza, lo eminente, lo feo, lo inarmónico.